# Domein ten Langveld

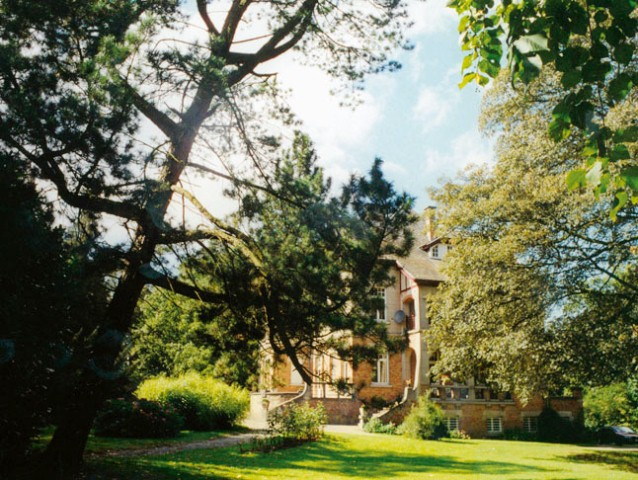
Het landhuis op Domein ten Langveld in 2008

Het Domein ten Langveld betreft een domein bij een landhuis in de tot de Vlaams-Brabantse gemeente Tienen behorende plaats Hakendover, gelegen aan de Sint-Truidensesteenweg 366.
Hier werd in 1885 een villa gebouwd met de naam Villa Sans Souci. Dit geschiedde in opdracht van ene Henri Janssens. Deze overleed later en zijn weduwe verkocht het goed in 1906 aan Léon Rosseeuw.
In 1914 werd de villa door de Duitsers in brand gestoken en in 1924-1925 werd hij herbouwd. Tijdens de Tweede Wereldoorlog kwamen er soldaten van diverse afkomst in: eerst Duitsers en later bevrijdende mogendheden. Er was weinig schade, maar er werd niet meer hersteld. De villa raakte in verval.
In 1982 kwam er een nieuwe eigenaar en werd de villa hersteld en ingericht als permanente woning.